# Echo (TV-serie)
Echo är en amerikansk action-äventyrsserie från 2024, skapad av Marion Dayre och baserad på Marvel Comics karaktär med samma namn. Serien är regisserad av Sydney Freeland och Catriona McKenzie, och Dayre har agerat som seriens huvudförfattare. Serien är en spinoff på Hawkeye från 2021 och följer karaktären Maya Lopez / Echo som även här spelas av Alaqua Cox.
Serien hade premiär på strömningstjänsterna Disney+ och Hulu den 10 januari 2024 och består av fem avsnitt. Serien är den första från Marvel Studios där alla avsnitt släpptes på premiärdagen istället för ett i veckan.

## Handling
Serien kretsar kring Maya Lopez som efter händelserna i New York nu återvänder till hemorten i Oklahoma. Där måste hon komma till rätta med sitt förflutna och återknyta med sitt ursprung som ursprungsbefolkning och sin familj.

## Rollista (i urval)
- Alaqua Cox – Maya Lopez / Echo
- Zahn McClarnon – William Lopez
- Vincent D'Onofrio – Wilson Fisk / Kingpin
- Charlie Cox – Matt Murdock / Daredevil
- Chaske Spencer – Henry
- Tantoo Cardinal – Chula
- Devery Jacobs – Bonnie
- Cody Lightning – Cousin Biscuits
- Graham Greene – Skully

## Produktion
Inspelningarna av serien påbörjades den 21 april 2022 i Atlanta och pågick fram till den 26 augusti samma år.